# Katzenhaie
Die Katzenhaie (Scyliorhinidae) sind eine große Familie der Grundhaie (Carcharhiniformes); sie besteht aus drei Gattungen mit ca. 35 Arten, die weltweit in den kühlen bis warmen Meeren vorkommen. Einzig und allein in den Polarmeeren kann man keine Katzenhaie finden. Ebenso kommen sie in sämtlichen Wassertiefen vom Flachwasser bis zur Tiefsee vor.
Ihren deutschen Namen verdanken sie großen Augen, die mit ihren länglichen Pupillen an die Augen von Katzen erinnern und eine Nickhaut besitzen (Augen werden mit dem unteren Augenlid geschlossen). Allen Arten ist gemeinsam, dass sie Eier legen.

## Merkmale
Katzenhaie haben einen deutlich lang gestreckten Körper und besitzen zwei stachellose Rückenflossen (Finnen) sowie zwei Afterflossen. Im Unterschied zu allen anderen Haifamilien, mit Ausnahme der Atelomycteridae und der Pentanchidae, zwei Haifamilien, die erst jüngst von den Katzenhaien abgespalten wurden, liegt die erste Rückenflosse auf der Höhe der Bauchflossen oder kurz dahinter. Von den fünf Kiemenspalten liegt die letzte oberhalb der Brustflossenbasis. Ein Spritzloch ist vorhanden, ebenso ein Spiraldarm. Katzenhaie werden je nach Art 21 Zentimeter bis 1,70 Meter lang. Das einzige morphologische Merkmal, das die Katzenhaie von den Pentanchidae unterscheidet, ist der Supraorbitalkamm, ein Knorpelkamm oberhalb der Augen, der den Pentanchidae fehlt.
Eine Reihe von Katzenhaien besitzt eine auffällige Färbung. So hat der Pyjamahai (Poroderma africanum) dunkle Längsstreifen. Andere tragen ein kettenartiges, dunkles Muster auf der helleren Haut, wie der Kettenkatzenhai (Scyliorhinus retifer). Viele Katzenhaie weisen zudem durch Auflicht angeregte Biofluoreszenz ähnlich einer Biolumineszenz auf. Es gibt aktuelle Filmaufnahmen, die Biofluoreszenz (verteilt über den ganzen Körper eines Schwellhais) zeigen, nachweisbar nur mit speziellem Licht.
Katzenhaie ernähren sich von größeren Wirbellosen und kleinen Fischen.
Die Befruchtung findet bei den Katzenhaien im Körper statt. Das Weibchen legt ungefähr 20 viereckige Eier, die von einer hornigen Kapsel umgeben sind, an der spiralige Fäden hängen. Damit werden die Eier an Steinen oder Wasserpflanzen befestigt. Die Jungen schlüpfen erst nach 7–8 Monaten.

## Systematik
Innerhalb der Grundhaie (Carcharhiniformes) nehmen die Katzenhaie eine basale Stellung als Schwestergruppe aller anderen Familien ein. Mit ursprünglich weit über 100 Arten waren sie die artenreichste Familie der Haie. Nach der Abtrennung der Pentanchidae und der Atelomycteridae werden heute noch drei Gattungen und etwa 35 Arten zu den Katzenhaien gezählt:

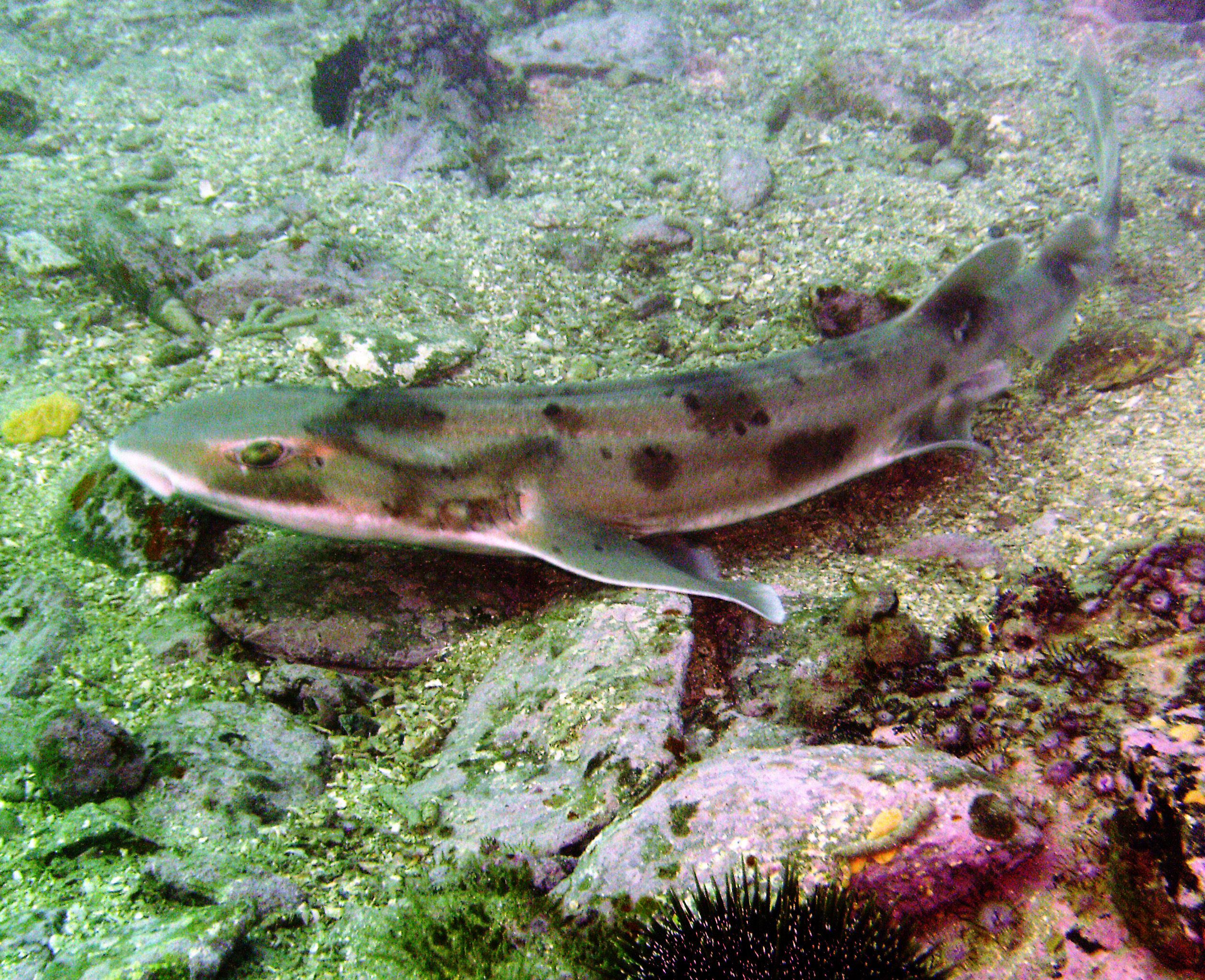
Damebretthai
(Cephaloscyllium isabellum)

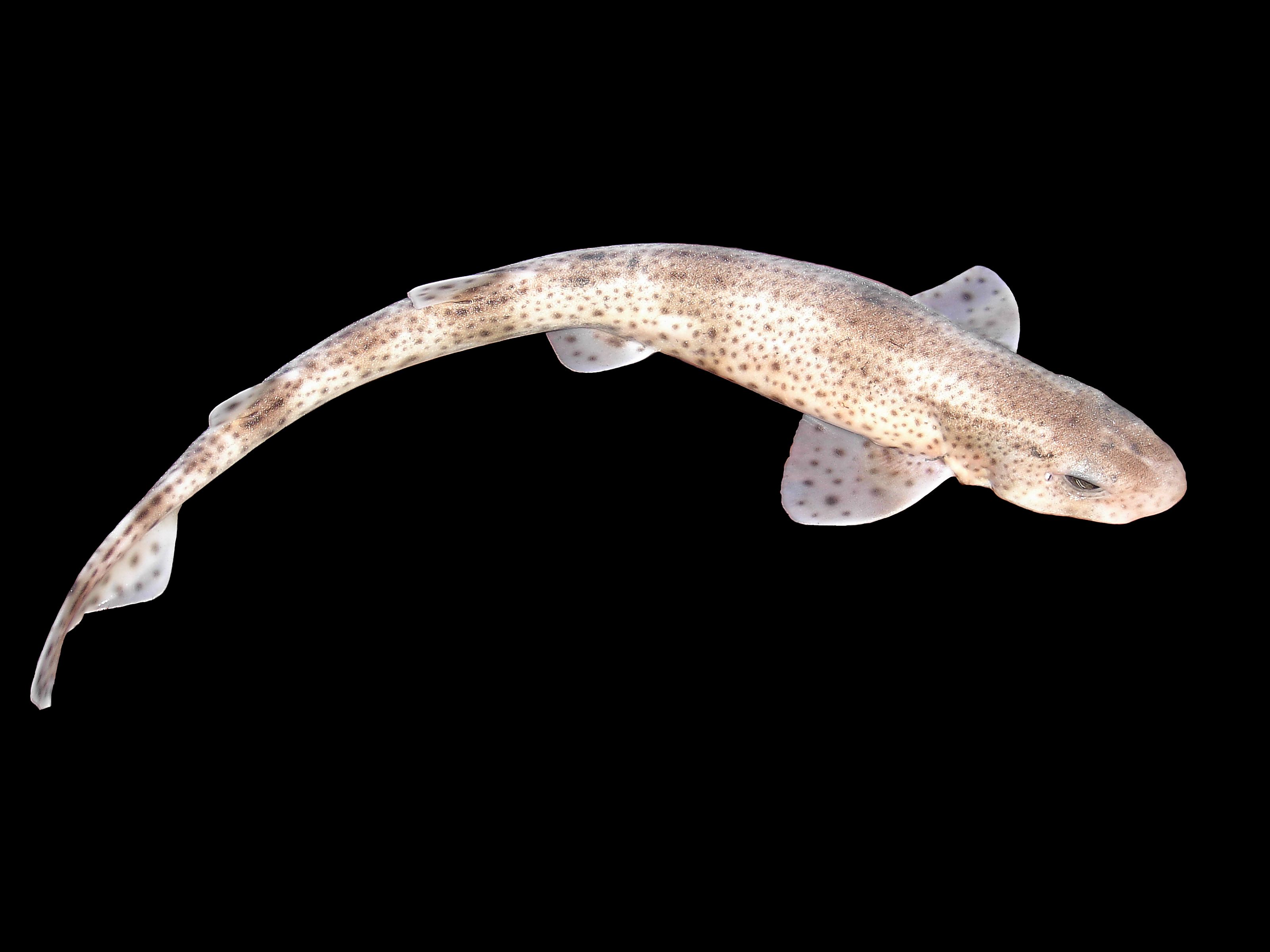
Kleingefleckter Katzenhai (Scyliorhinus canicula)

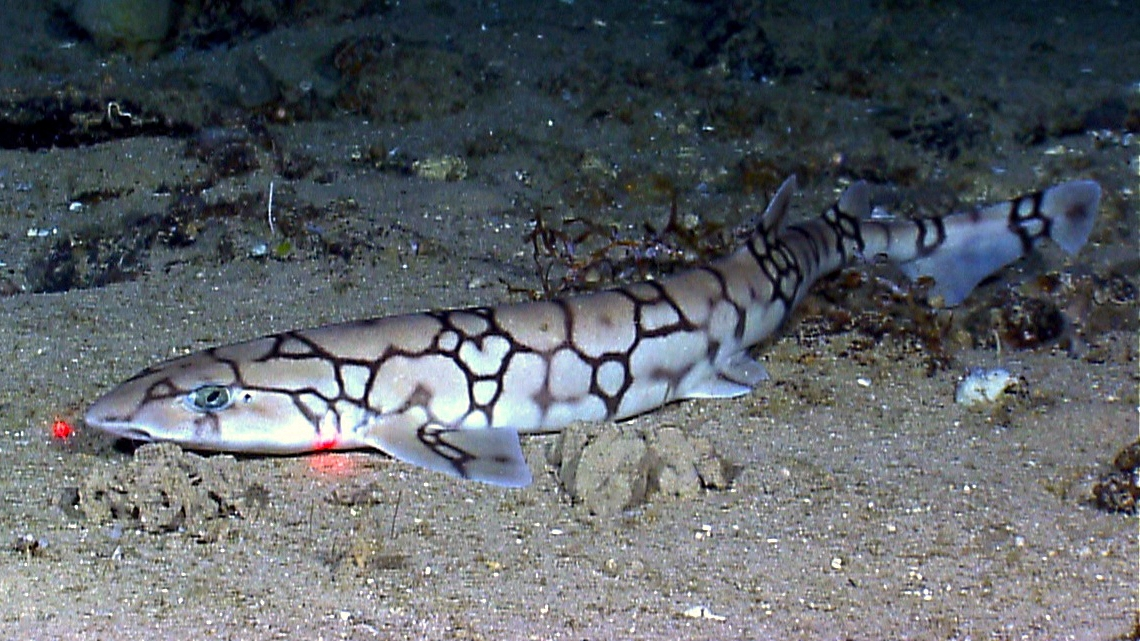
Kettenkatzenhai (Scyliorhinus retifer)

- Gattung: Schwellhaie (Cephaloscyllium Gill, 1862)
  - Cephaloscyllium albipinnum Last, Motomura & White, 2008[5]
  - Cephaloscyllium cooki Last, Séret & White, 2008[6]
  - Netz-Schwellhai (Cephaloscyllium fasciatum Chan, 1966)
  - Cephaloscyllium hiscosellum White & Ebert, 2008
  - Damebretthai (Cephaloscyllium isabellum (Bonnaterre, 1788))
  - Australischer Schwellhai (Cephaloscyllium laticeps (Duméril, 1853))
  - Cephaloscyllium pictum Last, Séret & White, 2008
  - Sarawak-Schwellhai (Cephaloscyllium sarawakensis Yano & Gambang, 2005)
  - Cephaloscyllium signourum Last, Séret & White, 2008
  - Indischer Schwellhai (Cephaloscyllium silasi (Talwar, 1974))
  - Cephaloscyllium speccum Last, Séret & White, 2008
  - Cephaloscyllium stevensi Clark & Randall, 2011
  - Ballonhai (Cephaloscyllium sufflans (Regan, 1921))
  - Gefleckter Schwellhai (Cephaloscyllium umbratile Jordan & Fowler, 1903)
  - Cephaloscyllium variegatum Last & White, 2008
  - Schwellhai (Cephaloscyllium ventriosum (Garman, 1880))
  - Cephaloscyllium zebrum Last & White, 2008
- Gattung: Bartel-Katzenhaie (Poroderma Smith, 1838)
  - Pyjamahai (Poroderma africanum (Gmelin, 1789))
  - Leopard-Katzenhai (Poroderma pantherinum (Müller & Henle, 1838))
- Gattung: Gefleckte Katzenhaie (Scyliorhinus Blainville, 1816)[7]
  - Boa-Katzenhai (Scyliorhinus boa (Goode & Bean, 1896))
  - Scyliorhinus cabofriensis Soares, Gomes & De Carvalho, 2016[8]
  - Kleingefleckter Katzenhai (Scyliorhinus canicula (Linnaeus, 1758))
  - Gelbgefleckter Katzenhai (Scyliorhinus capensis (Müller & Henle, 1838))
  - Westafrikanischer Katzenhai (Scyliorhinus cervigoni (Maurin & Bonnet, 1970))
  - Scyliorhinus comoroensis Compagno, 1988
  - Scyliorhinus duhamelii (Garman, 1913)
  - Braungefleckter Katzenhai (Scyliorhinus garmani (Fowler, 1934))
  - Scyliorhinus hachijoensis Ito, Fujii, Nohara & Tanaka, 2022[9]
  - Getüpfelter Katzenhai (Scyliorhinus haeckelii (Miranda Ribeiro, 1907))
  - Weissrücken-Katzenhai (Scyliorhinus hesperius (Springer, 1966))
  - Fleckiger Katzenhai (Scyliorhinus meadi (Springer, 1966))
  - Kettenkatzenhai (Scyliorhinus retifer (Garman, 1881))
  - Großgefleckter Katzenhai (Scyliorhinus stellaris (Linnaeus, 1758))
  - Scyliorhinus torazame (Tanaka, 1908)
  - Zwerg-Katzenhai (Scyliorhinus torrei (Fowler, 1941))
  - Scyliorhinus ugoi Soares, Gomes & Gadig, 2015